# PETSc
PETSc (ausgesprochen „PET-see“) ist ein Akronym von Portable, Extensible Toolkit for Scientific Computation, einer skalierenden Software zum Lösen von partiellen Differentialgleichungen. PETSc wird seit 1995 vom Argonne National Laboratory entwickelt, zu den Entwicklern gehört Bill Gropp.

## Komponenten
PETSc besteht aus einer Vielzahl von Komponenten, die aus Hauptklassen und unterstützender Infrastruktur bestehen. Benutzer interagieren typischerweise mit Objekten der Klassen der höchsten Ebene, die für ihre Anwendung relevant sind, sowie mit wesentlichen Objekten der unteren Ebene, wie beispielsweise Vektoren, und können alle anderen anpassen oder erweitern. Alle Hauptkomponenten von PETSc haben eine erweiterbare Plugin-Architektur. Zu ihnen gehören
die „Scalable Nonlinear Equations Solvers (SNES)“, die „Timestepping“ (TS) für Gewöhnliche Differentialgleichungen und Differential-algebraische Gleichungen
, das Krylow-Unterraum-Verfahren (Krylov subspace „KSP“), eine Vorkonditionierung (Preconditioner „PC“), Matrizen (Matices), Vektoren (Vectors) und Index Sets (IS).